# 仁摩町
仁摩町（にまちょう）は、かつて島根県のほぼ中央部（邇摩郡）にあった町。
2005年（平成17年）10月1日に大田市、温泉津町と合併し、新市制による大田市となって廃止された。

## 地理
島根県のほぼ中央部に位置し、東は大田市、南は温泉津町に接し西は日本海に面する。総面積の76%が丘陵地帯で、畑作と漁業が主な産業。古くから左官の出稼ぎ地としても有名であった。

## 歴史
古代の石見国邇摩郡の地で、郡家も仁万平野にあった。中世には豪族・久利氏が支配し、大内氏、尼子氏、毛利氏に従った。石見銀山が開発されると、鞆ヶ浦から博多に銀が積出された。江戸時代には幕府直轄地となり、石見銀山佐摩組に編成された。
1869年には大森県（後、浜田県）に入り、1876年島根県に入った。1936年町制が施行されて仁万村は仁万町となり、1954年に仁万町、宅野村、大国村、馬路村が合併して仁摩町が成立した。町名は仁万町と邇摩郡の合成地名である。当時人口は9,983人だったが、過疎化が進んでいる。1991年に世界最大の巨大1年砂時計（仁摩サンドミュージアム）が作られた。

### 沿革
- 1954年（昭和29年）4月1日：仁万町・宅野村・馬路村・大国村が合併して仁摩町が発足。
- 2005年（平成17年）10月1日：大田市・温泉津町と合併、改めて大田市が発足。同日仁摩町は廃止し、同時に邇摩郡も消滅した。

## 経済

### 産業

#### 漁業
- 仁万漁港
- 友漁港

## 教育
- 島根県立邇摩高等学校
- 町立仁摩中学校
- 町立仁摩小学校（1976年に町立大国小学校、宅野小学校、仁万小学校、馬路小学校を統合）

## 交通

### 鉄道
- 西日本旅客鉄道（JR西日本）
  - 山陰本線：仁万駅 - 馬路駅

### 道路
- 国道9号
- 島根県道31号仁摩邑南線
- 島根県道200号仁万停車場線
- 島根県道235号仁万港線
- 島根県道290号大国馬路停車場線

## 観光

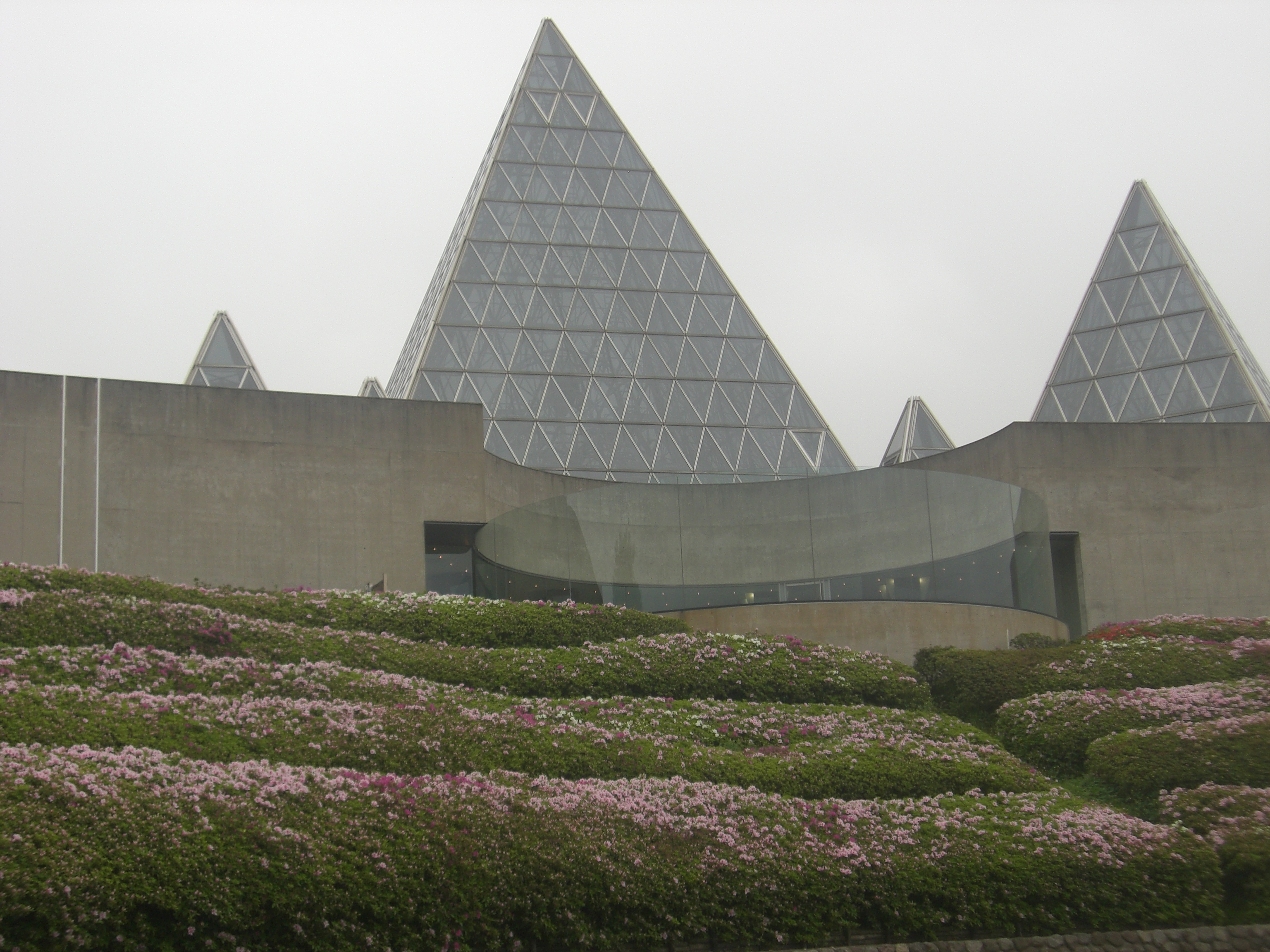
仁摩サンドミュージアム

- 仁摩サンドミュージアム
- 琴ヶ浜
- 仁摩健康公園
- 鞆ヶ浦…世界遺産石見銀山の一部

## 仁摩町出身の有名人
- 清水憲一（元九州国際大学学長）
- 高松伸（建築家）
- 辻寛治（京大教授・内分泌学会創始者）
- 第4世本因坊道策（囲碁の棋士、仁摩町馬路に生まれる）